# 於茂登岳
於茂登岳（日语：／ Omotodake；琉球語：／ ）位於日本沖繩縣石垣市，為沖繩縣最高山，海拔525.5公尺。於茂登岳在古代曾被稱為宇本嶽、宇茂登嶽。

## 地理
茂登山系沿著石垣島北岸向東西伸展，而最高峰於茂登岳大約位於中央，其東北方是桴海於茂登岳、西側為ぶざま岳。1997年（平成9年）9月11日，西北麓的川平湾及「川平灣及於茂登岳」被日本政府指定為國家名勝。登山步道位於山的南側。
於茂登岳的地質構造為新近紀花崗岩所構成。宮良川發源於東北側，南邊則是名藏川的源頭、也是生活用水及農業用水之重要水源、於茂登岳南面的一部分為水源涵養林、山頂周圍及稜線被指定為保安林。北側的斜坡生長著鍾花櫻花，被日本政府指定為國家天然記念物。其它的國家特別天然記念物包含大冠鷲。

## 歷史
在日本正保年間的《正保國繪圖》中，於茂登岳是琉球唯一的山。

## 信仰

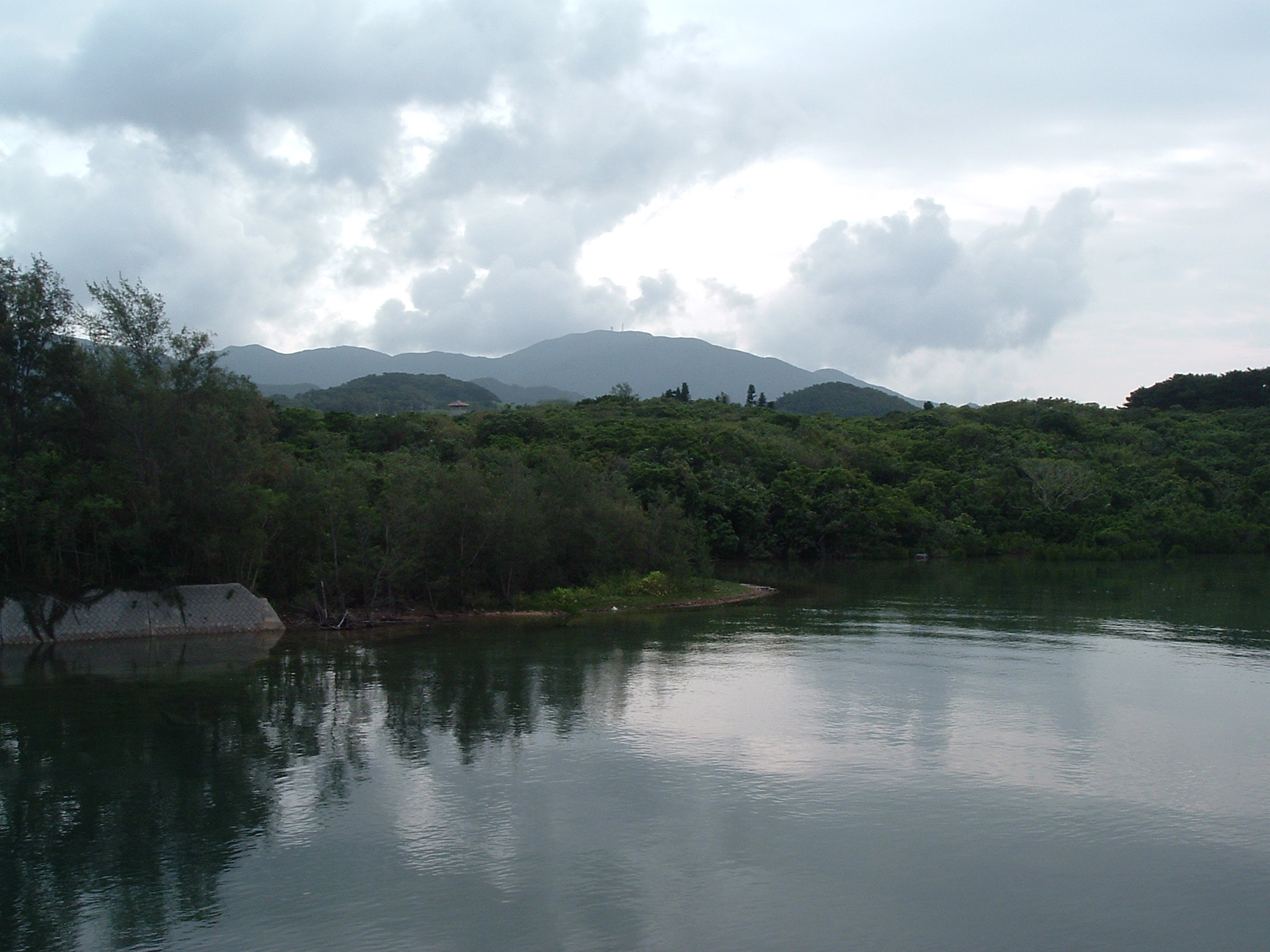
於茂登岳

於茂登岳自古以來被當地居民視為靈山，是宗教信仰中心。當時於茂登岳被稱為「ウムトゥ」（意即「島之基石」）。為了接待於茂登神，島内設置許有御嶽，其中位於名藏村的御嶽是於茂登的祭祀場所。位於那霸市內東北部首里的弁岳、於茂登岳及久米島等三位神祇傳說是姊妹，從日本渡海来到當地。
明朝弘治十三年（1500年），爆發遠彌計赤蜂之亂時，久米島的巫女跟隨著琉球王國的軍隊，被認為是於茂登岳神歸順的象徵。
此外、也有西表島就是西於茂登的說法出現。

## 外部連結
- 沖繩県最高峰於茂登岳 （页面存档备份，存于）